# Red Barons Cologne
I Red Barons Cologne sono stati una squadra di football americano di Colonia, in Germania. Fondati nel 1981, hanno chiuso nel 1991; hanno vinto 1 German Bowl.

## Dettaglio stagioni

### Tornei nazionali

#### Campionato

##### Bundesliga
| Stagione | regular season | regular season | regular season | regular season | regular season | regular season | playoff | playoff | playoff | playoff | playoff | playoff          | playoff            |
|          | Vin            | Par            | Per            | Tot            | PF             | PS             | Vin     | Per     | Tot     | PF      | PS      | risultato        | avversaria         |
| -------- | -------------- | -------------- | -------------- | -------------- | -------------- | -------------- | ------- | ------- | ------- | ------- | ------- | ---------------- | ------------------ |
| 1983     | 8              | 0              | 4              | 12             | 365            | 231            | 1       | 1       | 2       | 43      | 51      | Semifinale       | Düsseldorf Panther |
| 1984     | 3              | 0              | 9              | 12             | 119            | 207            | -       | -       | -       | -       | -       | -                | -                  |
| 1985     | 4              | 0              | 10             | 14             | 144            | 285            | -       | -       | -       | -       | -       | -                | -                  |
| 1986     | 6              | 0              | 4              | 10             | 288            | 151            | 2       | 1       | 3       | 43      | 60      | Semifinale       | Düsseldorf Panther |
| 1987     | 6              | 0              | 4              | 10             | 191            | 130            | 0       | 1       | 1       | 24      | 28      | Wild Card        | Dortmund Giants    |
| 1988     | 7              | 0              | 3              | 10             | 320            | 135            | 4       | 0       | 4       | 108     | 42      | Campioni         | Düsseldorf Panther |
| 1989     | 9              | 0              | 1              | 10             | 529            | 38             | 2       | 1       | 3       | 88      | 67      | German Bowl      | Berlin Adler       |
| 1990     | 8              | 0              | 2              | 10             | 307            | 109            | 1       | 1       | 2       | 83      | 57      | Quarti di finale | Berlin Adler       |
| 1991     | 10             | 0              | 4              | 14             | 441            | 157            | 0       | 1       | 1       | 17      | 21      | Quarti di finale | Munich Cowboys     |
| Totale   | 61             | 0              | 41             | 102            | 2704           | 1443           | 10      | 4       | 14      | 406     | 326     |                  |                    |

Fonti: Enciclopedia del Football - A cura di Roberto Mezzetti

##### 2. Bundesliga
| Stagione | regular season | regular season | regular season | regular season | regular season | regular season | playoff | playoff | playoff | playoff | playoff | playoff   | playoff    |
|          | Vin            | Par            | Per            | Tot            | PF             | PS             | Vin     | Per     | Tot     | PF      | PS      | risultato | avversaria |
| -------- | -------------- | -------------- | -------------- | -------------- | -------------- | -------------- | ------- | ------- | ------- | ------- | ------- | --------- | ---------- |
| 1982     | 1              | 0              | 1              | 2              | 23             | 18             | -       | -       | -       | -       | -       | -         | -          |
| Totale   | 1              | 0              | 1              | 2              | 23             | 18             | -       | -       | -       | -       | -       |           |            |

Fonti: Enciclopedia del Football - A cura di Roberto Mezzetti

### Tornei internazionali

#### European Football League (1986-2013)
| Stagione | regular season | regular season | regular season | regular season | regular season | regular season | playoff | playoff | playoff | playoff | playoff | playoff     | playoff           |
|          | Vin            | Par            | Per            | Tot            | PF             | PS             | Vin     | Per     | Tot     | PF      | PS      | risultato   | avversaria        |
| -------- | -------------- | -------------- | -------------- | -------------- | -------------- | -------------- | ------- | ------- | ------- | ------- | ------- | ----------- | ----------------- |
| 1989     | -              | -              | -              | -              | -              | -              | 1       | 2       | 3       | 52      | 56      | Terzo posto | Helsinki Roosters |
| Totale   | -              | -              | -              | -              | -              | -              | 1       | 2       | 3       | 52      | 56      |             |                   |

Fonti: Enciclopedia del Football - A cura di Roberto Mezzetti

## Palmarès
- 1 German Bowl (1988)